# Heißluftgebläse

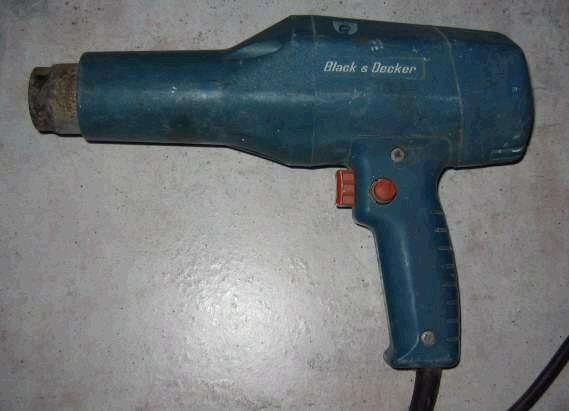
Heißluftpistole

Ein Heißluftgebläse ist ein Gerät, das dazu dient, Luft lokal beziehungsweise in gewissen Räumlichkeiten zu erwärmen. Die Funktionsweise ist einfach: Ein Gebläse saugt Umgebungsluft an, erhitzt diese mittels eines Heizelements und bläst Heißluft durch ein Austrittsrohr aus. Für das Heißluftgebläse kann man prinzipiell Werkzeug-Anwendungen und Nicht-Werkzeug-Anwendungen unterscheiden. In Heißluftgebläsen werden, je nach Heizelementtyp, unterschiedliche Primärenergieträger zur Erwärmung der Luft verwendet. Je nach Heizelementtyp variiert dann die Konstruktion.
Heißluftgebläse sind nicht dazu bestimmt, konventionelle Raumheizungen zu ersetzen. Die Verwendung von Heißluftgebläsen ist dann zu erwägen, wenn die Erzeugung eines heißen Luftstroms im praktischen Einsatz aus irgendwelchen Gründen vorteilhaft oder sogar dringend geboten erscheint.

## Unterscheidung nach dem verwendeten Primärenergieträger

### Heißluftgebläse mit Elektroenergie in Wärme umwandelndem Heizelement
Im Falle von Elektroenergie als Primärenergieträger kann das Heißluftgebläse die Form eines Heißluftföns oder einer Heißluftpistole annehmen; – in diesem Fall liegt dann eine spezifische Form eines Elektrowerkzeugs vor, mit dem ein Werkstück gezielt erwärmt werden kann.
Der Aufbau ähnelt einem Haartrockner. Die Luftdurchflussmenge lässt sich typischerweise zwischen 150 und 500 Liter/min einstellen und die Temperatur von  50 bis 600 °C. Vielen Geräten können unterschiedlich geformte Austrittsdüsen zur Lenkung des Heißluftstromes aufgesteckt werden.

### Heißluftgebläse mit Öl oder Gas in Wärme umwandelndem Heizelement
Im Falle von Öl oder Gas als Primärenergieträger kann das Heißluftgebläse die Form eines Gebläses mit Heizöl- oder Heizgasverbrennung zur Lufterwärmung annehmen. Das Heizelement besteht dann aus einer Art kompaktem Brennersystem. Für die konstruktive Realisierung muss das Abgas über ein gesondertes Abgasrohrsystem aus dem Arbeitsbereich herausgeführt werden. Die Erzeugung des Luftstroms bedarf gesonderter konstruktiver Überlegungen.

## Heißluftgebläse in Werkzeug-Anwendungen
Ein Vorteil des Elektroheißluftgebläses gegenüber einer offenen Flamme, wie einer Lötlampe, ist die einfache Handhabung und die Regelbarkeit auch auf niedrigere Temperaturen. Brennbare Materialien können leichter bearbeitet werden, ohne diese zu entflammen.
Verwendungsbeispiele für Heißluftgebläse:
- Verformung von Kunststoffen (z. B. zur Aufschrumpfung von Schrumpfschläuchen)
- Aufbringen und Entfernen von Klebefolien aus Kunststoffen bzw. mit polymeren Klebeschichten
- Verschweißen von Kunststoffen (sogenanntes Warmgasziehschweißen und Warmgasfächelschweissen, siehe auch Fügen von Kunststoffen)
- Entfernung von Lack- oder Farbschichten
- Trocknen
- Beschleunigung oder Anregung chemischer Aushärtung: z. B. von Einbrennlack
- Heißluftsterilisation
  - oberflächliches Abtöten von Schimmelpilz-Myzelen
  - Sterilisation („Abflammen“) kleiner Gegenstände oder Werkzeuge
- Löten und Entlöten, etwa von elektrischen Bauteilen
- Auftauen bzw. Enteisen
- Entzünden von brennbaren Stoffen; raucharmes Anheizen von Grillkohle
- Entdeckeln von Honigwaben

Einfache Heißluftgebläse lassen nur eine grobe Temperatur- und Luftmengeneinstellung zu. Heizwendeln können stufenweise hinzugeschaltet werden. Das Überhitzen des Gerätes wird durch einen Überhitzungsschutz vermieden. Eine hälftige Leistungsreduzierung wird manchmal durch Reihenschaltung einer Diode erreicht, sodass nur eine Halbwelle der Netzwechselspannung genutzt wird.

## Temperaturgeregelte Heissluftgebläse
Elektronik-Heißluftgebläse regeln die Temperatur der ausströmenden Luft mithilfe eines im Heißluftstrom platzierten Temperatursensors. Die Regelelektronik kann so eine bestimmte Solltemperatur relativ genau einhalten, auch wenn Aufsatzdüsen oder Hindernisse im Luftstrom die Luftmenge stark reduzieren.

## Gasbetriebene Heissluftgebläse
Alternativ zu rein elektrisch betriebenen Geräten werden auch Gebläse mit Gasbrenner angeboten, deren Flamme soweit abgeschirmt ist, dass nur Heißluft mit einer berechenbaren Temperatur austritt.

## Einsatz von Heißluftgebläsen als Heizung
Zur Erwärmung von Raumluft liefern Heißluftgebläse deutlich größeren Luftdurchsatz bei gemäßigter Maximaltemperatur. Sie dienen der Erwärmung von (einigermaßen) geschlossenen Räumen, etwa um auf Hausbaustellen das Einfrieren von Wasserleitungen oder abbindendem Beton und Putz zu vermeiden, Wände oder deren Bemalung zu trocknen, Handwerkerarbeiten innen bei höherer als der winterkalten Außentemperatur zu ermöglichen. Auch Fahrzeuge, Wohnmobile oder Festzelte werden mit Heißluftgebläsen beheizt. Zum Zweck der Personensicherheit ist dann zu den Heißluftgebläsen ein Mindestabstand einzuhalten. Elektrische Energie ist relativ teuer, die Lieferleistung limitiert: aus einer Haushaltssteckdose oft mit 10 Ampere × 230 Volt = 2.300 Watt, pro Haus oder Baustelle vielleicht mit 3 × 32 A × 230 V (Drehstrom) = 22 kW. Daher werden Heizleistungen bis 2 kW der Einfachheit halber meist elektrisch als Strahler oder Heizlüfter realisiert. Die Verwendung von Spiritus- und Benzinöfen ist fast vollständig verschwunden, war aber historisch bedeutend.
Größere Leistungen von typisch 10 bis 30 kW werden als Heißluftgebläse (der Form wegen auch Heizkanone) mit elektromotorischem Gebläse und Heizöl- oder Heizgasverbrennung realisiert. Das Gebläse bewirkt über den schnell strömenden waagrechten Luftausstoß die Anregung eines großräumigen Luftwirbels in der Halle, der im Idealfall die gesamte Luft im Raum durchmischt und erwärmt.
Öl ist eher billiger als Gas, doch riecht es, das CO2 fördert in einem Gewächshaus das Pflanzenwachstum, belastet jedoch die Atmung von Tier und Mensch. Butan – Propan – Methan (Erdgas) liefern in dieser Reihung weniger und weniger CO2 pro Heizleistung, dafür mehr Wasserdampf, der etwa auf kalten Zeltwänden kondensiert. Standheizungen für Kfz (2,5 bis 35 kW) werden typisch mit Benzin oder Diesel aus dem Fahrzeugtank betrieben und weisen eine eigene Abgasableitung auf.
Bei Heißlufterzeugern ab 20 kW werden zunehmend Flamme und Heizluft getrennt gehalten. Da das Abgas über einen Kamin ins Freie abgeführt wird, kann einerseits Heizöl verwendet werden, ohne die Raumluft zu belasten, andererseits über die Kondensation von Wasserdampfgehalt des Abgases mehr Heizwärme genutzt werden. Zu- und Abluftschläuche mit Düsen gestalten den Übergang zu mobilen, containerisierten Heiz-Klima-Systemen fließend.